# 丸太町通

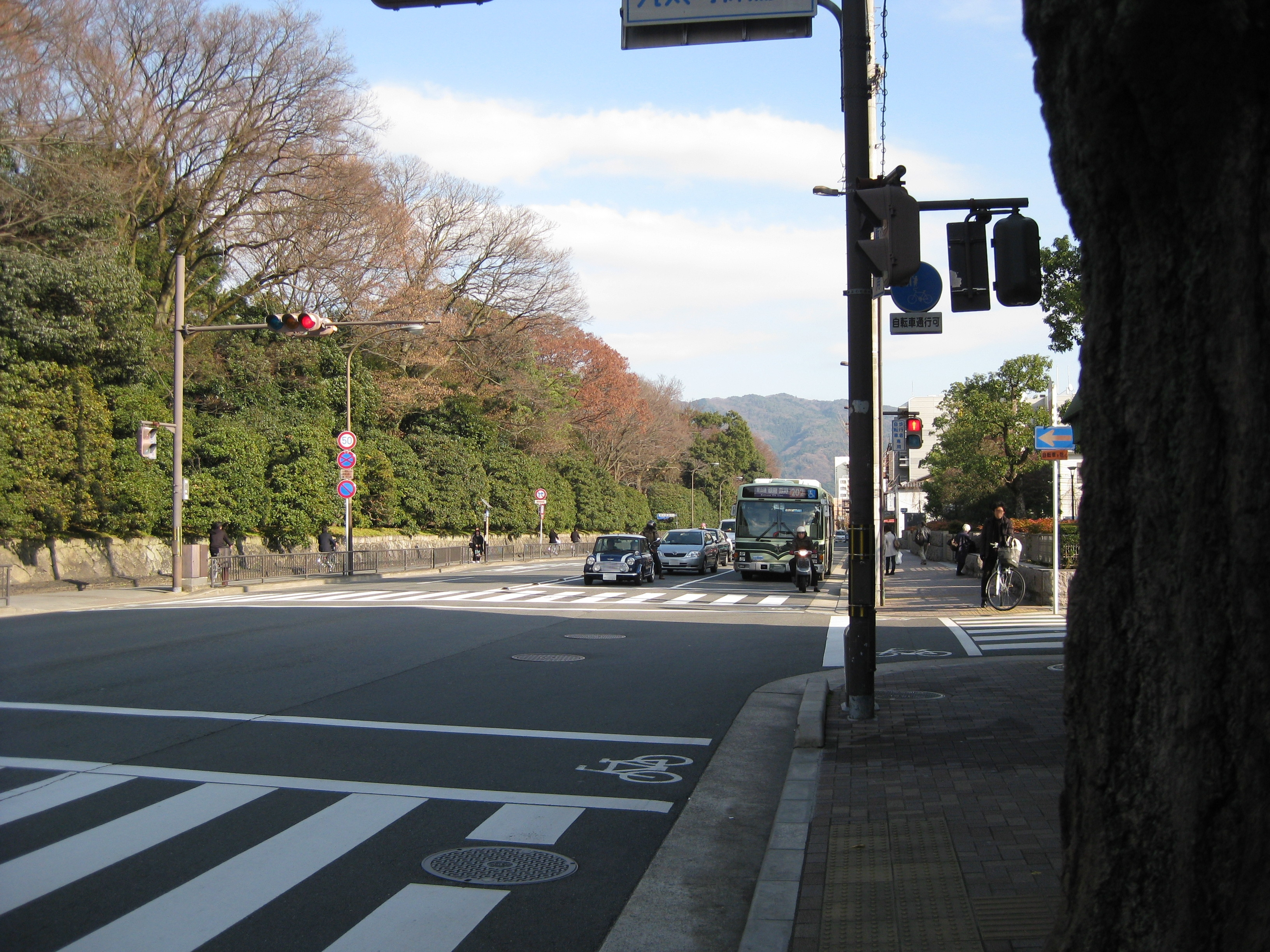
丸太町通（柳馬場通交差點）。北側（圖左側）是京都御苑

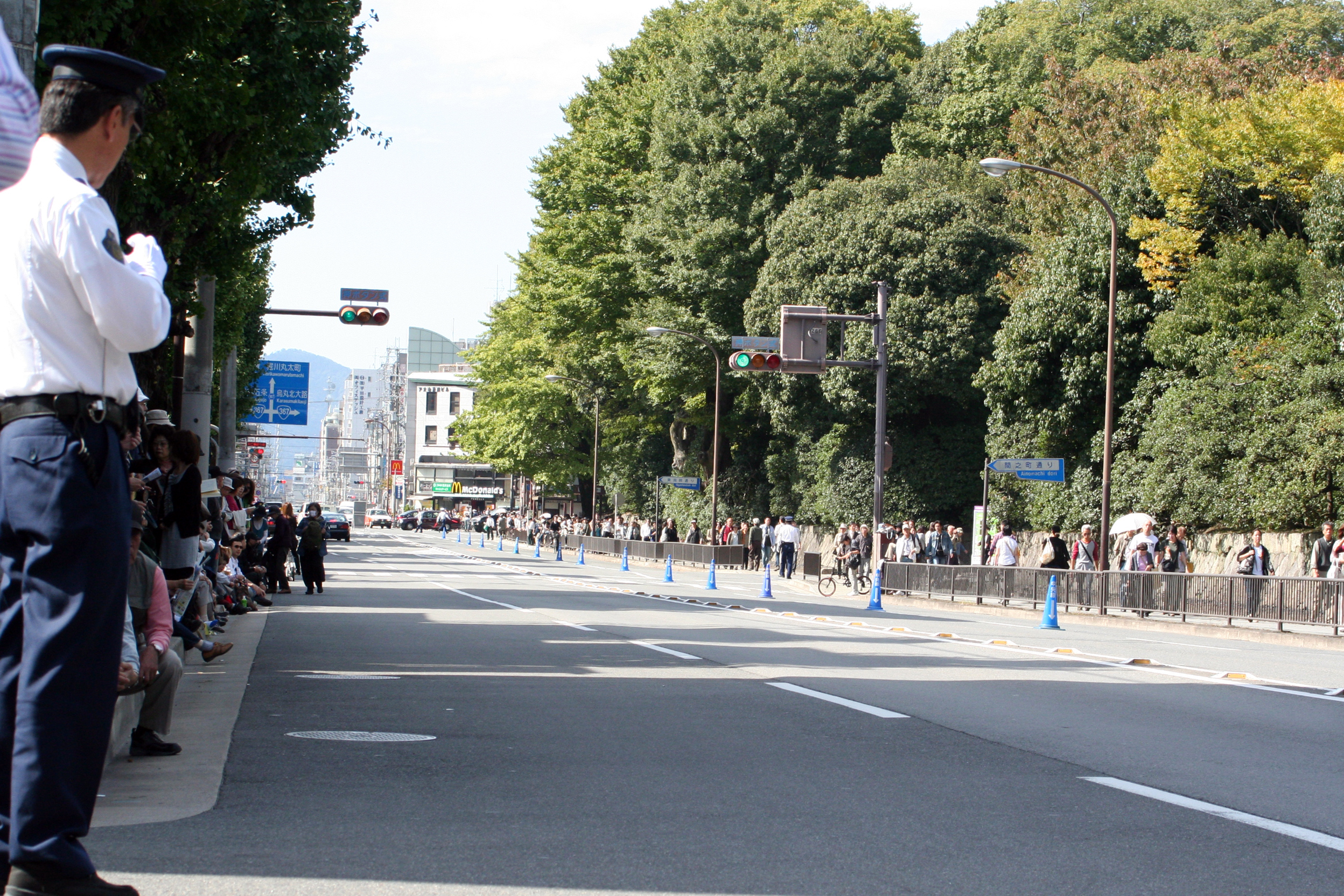
丸太町通（京都御苑堺町御門付近）

丸太町通（まるたまちどおり）是京都市主要的東西向道路之一，相當於平安京的春日小路。東起鹿谷通，西至右京區嵯峨釋迦堂大門町。路名源自此道路沿線的西堀川有許多木材商而來，丸太即原木之意。全區間是京都市道187號鹿谷嵐山線。

## 沿線主要設施
由東向西。
- 岡崎神社
- 左京税務署
- 熊野神社
- 京阪電氣鐵道 - 神宮丸太町車站
- 丸太町橋（鴨川）
- 京都御苑・京都御所
- 京都地方裁判所
- 京都市營地下鐵烏丸線 - 丸太町車站
- 大極殿跡
  - 京都市中央圖書館
- 山陰本線（嵯峨野線） - 圓町車站 - 花園車站 - 嵯峨嵐山車站
- 法金剛院
- 京福電氣鐵道北野線常盤車站
- 京都府立嵯峨野高等學校

## 交差道路
| 交差道路 北← 丸太町通 →南                 | 交差道路 北← 丸太町通 →南           | 交差場所     | 交差場所       |                    |
| ----------------------------------------- | ----------------------------------- | ------------ | -------------- | ------------------ |
| <鹿谷通>                                  | <鹿谷通>                            | 左京區       |                | 東↑ ∧丸太町通∨ ↓西 |
| 市道182號蹴上高野線 <白川通>              | 市道182號蹴上高野線 <白川通>        | 左京區       | 天王町         | 東↑ ∧丸太町通∨ ↓西 |
| <岡崎道>                                  |                                     | 左京區       |                | 東↑ ∧丸太町通∨ ↓西 |
| -                                         | ［櫻馬場通>                         | 左京區       |                | 東↑ ∧丸太町通∨ ↓西 |
| 市道181號京都環狀線 <東大路通>            | 市道181號京都環狀線 <東大路通>      | 左京區       | 東山丸太町     | 東↑ ∧丸太町通∨ ↓西 |
| <川端通>                                  | <川端通>                            | 左京區       | 川端丸太町     | 東↑ ∧丸太町通∨ ↓西 |
| 府道32號下鴨京都停車場線 <河原町通>       | 府道32號下鴨京都停車場線 <河原町通> | 上京區       | 河原町丸太町   | 東↑ ∧丸太町通∨ ↓西 |
| [柳馬場通>                                | [柳馬場通>                          | 上京區       | 丸太町柳馬場   | 東↑ ∧丸太町通∨ ↓西 |
| 國道367號 <烏丸通>                        | 國道367號 <烏丸通>                  | 上京區       | 烏丸丸太町     | 東↑ ∧丸太町通∨ ↓西 |
| <釜座通>                                  | <釜座通>                            | 上京區       | 府廳前         | 東↑ ∧丸太町通∨ ↓西 |
| 府道38號京都廣河原美山線 <堀川通>         | 府道38號京都廣河原美山線 <堀川通>   | 上京區       | 堀川丸太町     | 東↑ ∧丸太町通∨ ↓西 |
| <智惠光院通>                              | <智惠光院通>                        | 上京區       | 丸太町智惠光院 | 東↑ ∧丸太町通∨ ↓西 |
| <千本通>                                  | 府道111號二條停車場圓町線 <千本通>  | 上京區       | 千本丸太町     | 東↑ ∧丸太町通∨ ↓西 |
| <千本通>                                  | 府道111號二條停車場圓町線 <千本通>  | 中京區       | 千本丸太町     | 東↑ ∧丸太町通∨ ↓西 |
| <七本松通>                                | <七本松通>                          | 丸太町七本松 |                | 東↑ ∧丸太町通∨ ↓西 |
| <御前通>                                  | <御前通>                            | 丸太町御前   |                | 東↑ ∧丸太町通∨ ↓西 |
| 市道181號京都環狀線 <西大路通>            | 市道181號京都環狀線 <西大路通>      | 圓町         |                | 東↑ ∧丸太町通∨ ↓西 |
| <佐井通>                                  |                                     |              |                | 東↑ ∧丸太町通∨ ↓西 |
| <馬代通>                                  | <馬代通>                            | 馬代通丸太町 |                | 東↑ ∧丸太町通∨ ↓西 |
| 府道129號花園停車場大將軍線 <妙心寺道]    | -                                   | 右京區       | 妙心寺前       | 東↑ ∧丸太町通∨ ↓西 |
| -                                         | 府道131號花園停車場廣隆寺線         | 右京區       | 花園車站前     | 東↑ ∧丸太町通∨ ↓西 |
| 府道130號花園停車場御室線 <上之下立賣通］ | -                                   | 右京區       |                | 東↑ ∧丸太町通∨ ↓西 |
| 國道162號 <天神川通>                      | 國道162號 <天神川通>                | 右京區       | 双丘           | 東↑ ∧丸太町通∨ ↓西 |
| <山越通］                                 | -                                   | 右京區       | 丸太町山越通   | 東↑ ∧丸太町通∨ ↓西 |
| 府道29號宇多野嵐山山田線 <清瀧道>         | 府道29號宇多野嵐山山田線 <清瀧道>   | 右京區       | 丸太町通清瀧道 | 東↑ ∧丸太町通∨ ↓西 |
| 府道29號宇多野嵐山山田線 <長辻通>         |                                     | 右京區       |                | 東↑ ∧丸太町通∨ ↓西 |

## 脚注
1. ↑  御前通～佐井通付近偏北，相當於平安京的中御門大路。
2. ↑  千宗室・森谷尅久監修　『京都の大路小路』、小学館、1994年。

## 關連項目
- 椹木町通

| 京都市內的東西向道路 | 京都市內的東西向道路                                 | 京都市內的東西向道路 |
| -------------------- | ---------------------------------------------------- | -------------------- |
| 西至： 長辻通        | 北側相鄰道路：下立賣通・椹木町通・荒神口通・春日上通 | 東至： 鹿谷通        |
| 西至： 長辻通        | 丸太町通                                             | 東至： 鹿谷通        |
| 西至： 長辻通        | 南側相鄰道路：太子道・竹屋町通                       | 東至： 鹿谷通        |